# David Sudarsky
David Sudarsky es un astrofísico de la Universidad de Arizona. Él es reconocido principalmente por elaborar el primer sistema de clasificación de exoplanetas el cual está basado en una serie de modelos atmosféricos teóricos de gigante gaseosos, el cual calcula las características físicas y química de sus atmósferas, y predice la apariencia de los gigantes gaseosos.
El ha publicado diez estudios en arXiv.